# D'ZRT (álbum)
D'ZRT é o álbum de estreia homónimo da banda portuguesa. Foi lançado a 9 de Maio de 2005 fisicamente e a 29 de Agosto de 2006 digitalmente. O projecto é resultado da participação dos membros na série juvenil Morangos com Açúcar.

## Alinhamento de faixas
| N.º | Título                          | Duração |  |
| 1.  | "Para Mim Tanto Faz"            | 3:06    |  |
| 2.  | "I Don't Want to Talk About It" | 3:40    |  |
| 3.  | "Quem Eu Quero P'ra Mim"        | 3:46    |  |
| 4.  | "Todo o Tempo"                  | 3:36    |  |
| 5.  | "Percorre o Meu Sonho"          | 3:52    |  |
| 6.  | "Querer Voltar"                 | 3:14    |  |
| 7.  | "Hás-De Sempre Estar"           | 4:38    |  |
| 8.  | "Jogo Perigoso"                 | 3:22    |  |
| 9.  | "Estar Ao Pé de Ti"             | 3:26    |  |
| 10. | "Caminho a Seguir"              | 3:45    |  |
| 11. | "Amanhã não Sei"                | 3:22    |  |

## Desempenho nas tabelas musicais

### Posições
| Tabelas musicais (2005)    | Melhores posições | Certificação |
| -------------------------- | ----------------- | ------------ |
| Portugal - Top 30 Artistas | 1                 | 13× Platina  |